# Paul Ionescu
Paul Ionescu (n. 28 iunie 1955, București) este un actor român.

## Filmografie
- Eu sunt Adam! (1996)
- Merge și așa (2004)
- Inimă de țigan (2007) - Gogoașă
- Tache (2008) - Pandele
- Doctori de mame (2008) - Tatăl Ceraselei
- Vine poliția! (2008) - Tavi
- Regina (2008) - Gogoașă
- Ultimul corupt din România (2012) - omul lui Mrăjeru
- S-a furat mireasa (2012) - Titi Falcă
- Despre oameni și melci (2012) - Ionescu
- Las Fierbinți (2013) - Tatăl lui Giani
- Profu' (2019) - Bețivul